# 崇仁镇 (眉山市)
崇仁镇，是中华人民共和国四川省眉山市东坡区曾经下辖的一个镇。2019年12月，撤销崇仁镇，将其所属行政区域划归思蒙镇管辖。

## 行政区划
崇仁镇撤销前下辖以下地区：
车城社区、黄家社区、张场村、三大湾村、合林村、清水村、碧江村、桂树村、工农村、藕花村和平山村。